# Saiko Takahashi
Saiko Takahashi (jap. 高橋 彩子, Takahashi Saiko; * 11. April 1976 in Osaka) ist eine ehemalige japanische Fußballspielerin.

## Karriere

### Verein
Sie begann ihre Karriere bei Nikko Securities Dream Ladies, wo sie von 1995 bis 1998 spielte. Sie trug 1996, 1997 und 1998 zum Gewinn der Nihon Joshi Soccer League bei. 1999 folgte dann der Wechsel zu OKI FC Winds. 2000 folgte dann der Wechsel zu Urawa Reds Ladies. Sie trug 2009 zum Gewinn der Nihon Joshi Soccer League bei. 2009 beendete sie Spielerkarriere.

### Nationalmannschaft
Takahashi absolvierte ihr erstes Länderspiel für die japanischen Nationalmannschaft am 29. März 2005 gegen Australien. Insgesamt bestritt sie zwei Länderspiele für Japan.

## Errungene Titel
- Nihon Joshi Soccer League: 1996, 1997, 1998, 2009